# Bradiopsylla echidnae
Bradiopsylla echidnae är en loppart som först beskrevs av Henry Denny 1843.  Bradiopsylla echidnae ingår i släktet Bradiopsylla och familjen Lycopsyllidae. Inga underarter finns listade i Catalogue of Life.